# دینارا دروکارفا
دینارا دروکارفا (انگلیسی: Dinara Drukarova؛ زادهٔ ۳ ژانویهٔ ۱۹۷۶) بازیگر، فیلم‌نامه‌نویس، و کارگردان فیلم اهل اتحاد جماهیر شوروی است.
از فیلم‌ها یا برنامه‌های تلویزیونی که وی در آن نقش داشته است می‌توان به بایست، بمیر و زنده شو، عشق، ۳۶۰، منو متوقف کن، ۱۰۰۱ گرم، روزهای طلایی من، و کوپه شماره ۶ اشاره کرد.